# Alcores de Cáceres
La ciudad española de Cáceres, ubicada en el centro de Extremadura, está construida sobre un conjunto de colinas o cerros que sobresalen en el centro de la penillanura trujillano-cacereña. Esta formación del relieve, que carece de un nombre oficial, es conocida tradicionalmente en la ciudad como los «Alcores de Cáceres», aunque ocasionalmente también se menciona como «Montaña de Cáceres», «Colinas de Cáceres» o «Sierra de Cáceres».
Los Alcores están formados principalmente por dos pequeñas sierras, denominadas oficialmente sierra de la Mosca (coloquialmente «La Montaña») y sierra de Aguas Vivas (coloquialmente «La Sierrilla»), que se ubican respectivamente al este y oeste del centro urbano. En su entorno se ubican junto a estas dos sierras numerosas pequeñas colinas. La estructura separa las cuencas de los ríos Almonte y Salor, lo que convierte a Cáceres en una de las pocas grandes ciudades españolas que no tiene un río mínimamente importante en su casco urbano.
En su conjunto, esta formación rocosa funciona como un gran cerro testigo desde cuyos puntos más altos pueden apreciarse los distintos llanos que forman la penillanura trujillano-cacereña, lo cual ha dado lugar a la formación de miradores muy conocidos como el santuario de la Montaña o el paseo Alto. Desde su fundación en época romana, las colinas han condicionado históricamente el urbanismo de Cáceres: originalmente eran buscadas por sus utilidades defensivas e hídricas, pero desde finales del siglo XX se ha preferido hacer crecer la ciudad hacia las zonas llanas para facilitar el tráfico rodado.

## Denominación
Existen varios términos para referirse a este conjunto de cerros:
- «Alcores de Cáceres»: "alcor" deriva de la palabra árabe para referirse a un cerro, y se utiliza actualmente este nombre para designar principalmente a los cerros menores del sur de la ciudad, en el entorno del Centro de Formación de Tropa n.º 1 y Aldea Moret.[8][9] No obstante, tradicionalmente se ha usado también para referirse al conjunto de los cerros de la ciudad,[10] y este uso genérico perdura en la actualidad: por ejemplo, una de las urbanizaciones del barrio de Montesol, ubicado junto a los cerros del Rollo y del Teso, recibe el nombre de "Los Alcores".[11]
- «Montaña de Cáceres»: es otro nombre que históricamente se daba al conjunto de las colinas, que se recoge por ejemplo en un plano militar de 1813 denominado "Plano Geométrico de la Montaña de Cáceres", el dibujo más antiguo conocido en el que se muestra en detalle el conjunto de las sierras de la entonces villa de Cáceres.[12] Sin embargo, este término está en desuso debido a la influencia cultural del santuario de la Montaña, que ha llevado a que los cacereños llamen "la Montaña" estrictamente a la sierra en la que se ubica el santuario, la sierra de la Mosca.[5]
- «Colinas de Cáceres»: al igual que en otras muchas ciudades del mundo, existe en Cáceres la tradición de que los romanos fundaron la ciudad sobre siete colinas, y cuando se usa este término se suele referir a esas siete colinas en concreto. Aunque es cierto que la ciudad fue fundada por los romanos, no existe ningún documento que acredite la veracidad de esta leyenda popular sobre las siete colinas, ni mucho menos uno que aclare cuáles son exactamente esas siete, aunque en la prensa local aparecen ocasionalmente listados que las enumeran.[13][14]
- «Sierra de Cáceres»: su uso es muy raro, ya que induce a confusión con las conocidas sierras del norte de la provincia, pertenecientes al Sistema Central, como la sierra de Gata o la sierra de Gredos. Sin embargo, ocasionalmente puede aparecer en documentos como forma de referirse conjuntamente a la sierra de la Mosca y la sierra de Aguas Vivas.[15]

## Subdivisiones

### Sierra de la Mosca

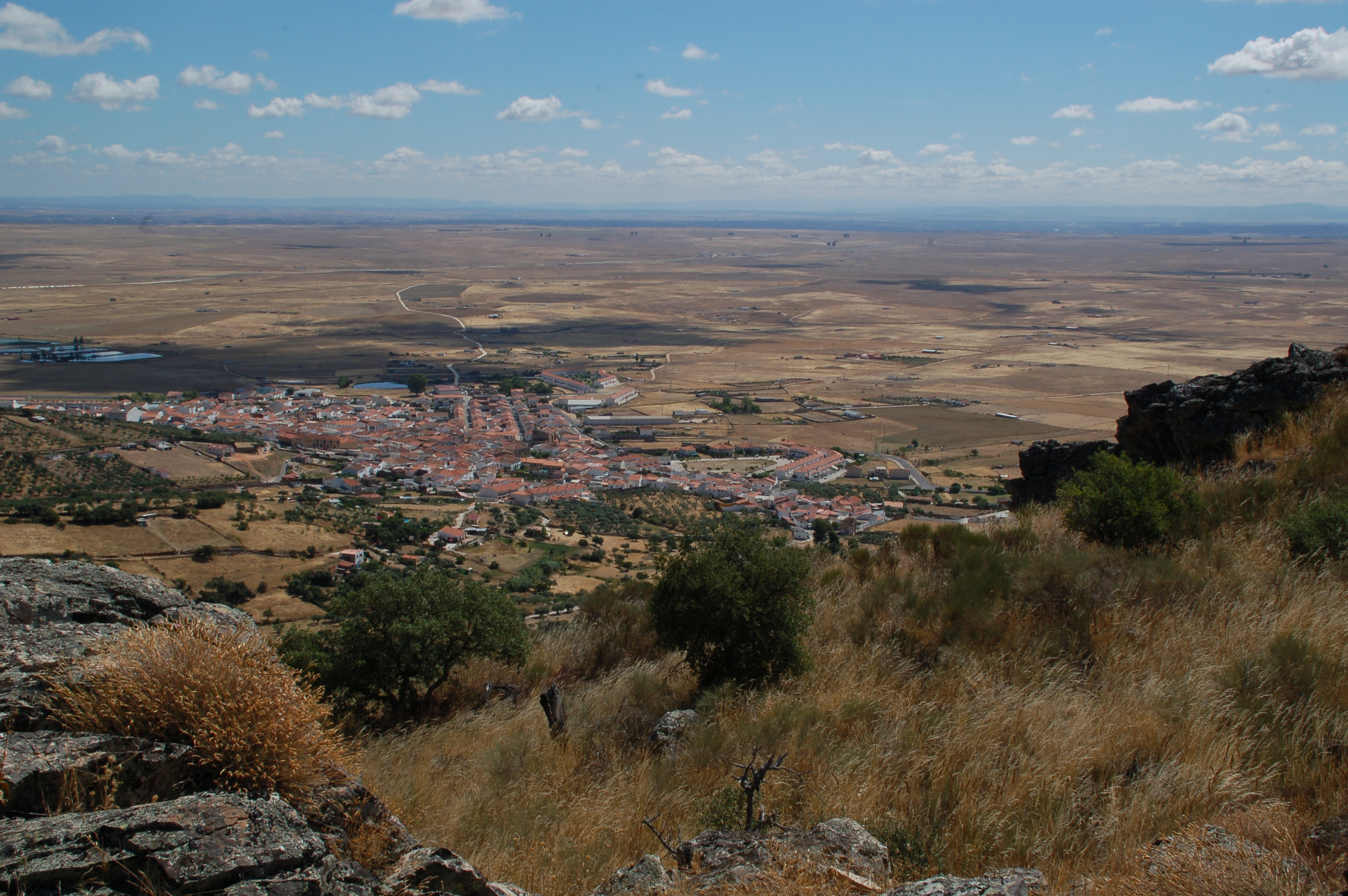
Sierra de Fuentes desde el Risco

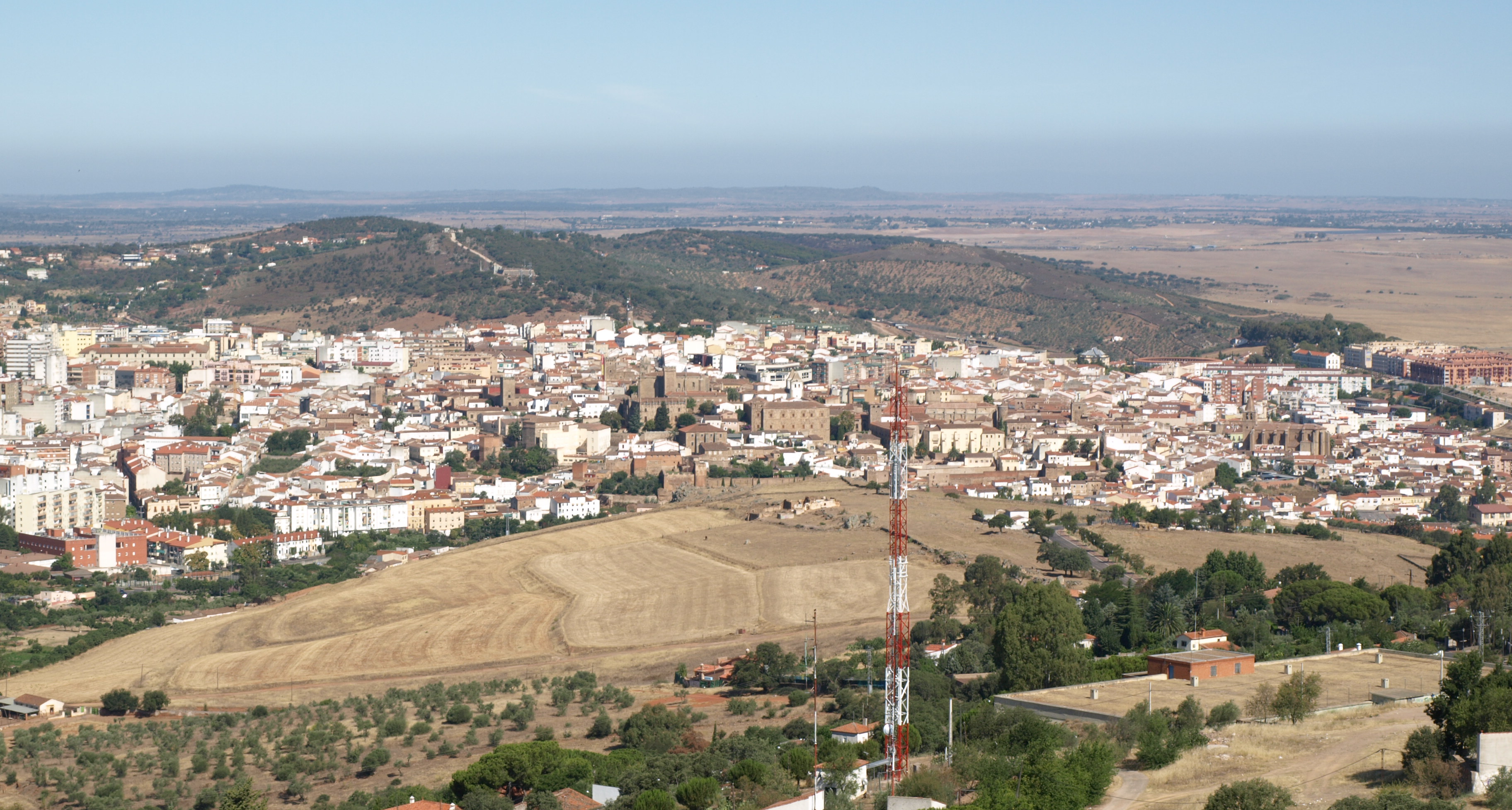
Cáceres desde el santuario de la Montaña, con la sierra de Aguas Vivas al fondo

Conocida coloquialmente como «La Montaña», es la sierra más importante del término municipal de Cáceres y la única que sale del término, pues la parte más oriental pertenece a Sierra de Fuentes. La sierra une ambas localidades en sentido oeste-este y posteriormente gira hacia el sur hasta la carretera EX-206, donde se ubican las ruinas del castillo del Puerto. La sierra alberga el santuario de la Montaña de Cáceres y la ermita del Risco de Sierra de Fuentes, dos conocidos miradores de origen religioso. Las principales cimas de la sierra son:
- Portanchito (640 m s. n. m.) - a las afueras de Cáceres, alberga en su extremo noroccidental el santuario de la Montaña.
- Cerro del Milano (644 m s. n. m.) - forma una cadena de colinas paralela a la del Portanchito, naciendo entre ambas el arroyo de Valhondo; en su entorno se ubicó la mina de Valdeflores, en el valle de Valdeflores.
- El Risco (664 m s. n. m.) - a las afueras de Sierra de Fuentes, alberga en su cima la ermita del Risco.
- El Púlpito (534 m s. n. m.) - también situado a las afueras de Sierra de Fuentes.

### Sierra de Aguas Vivas

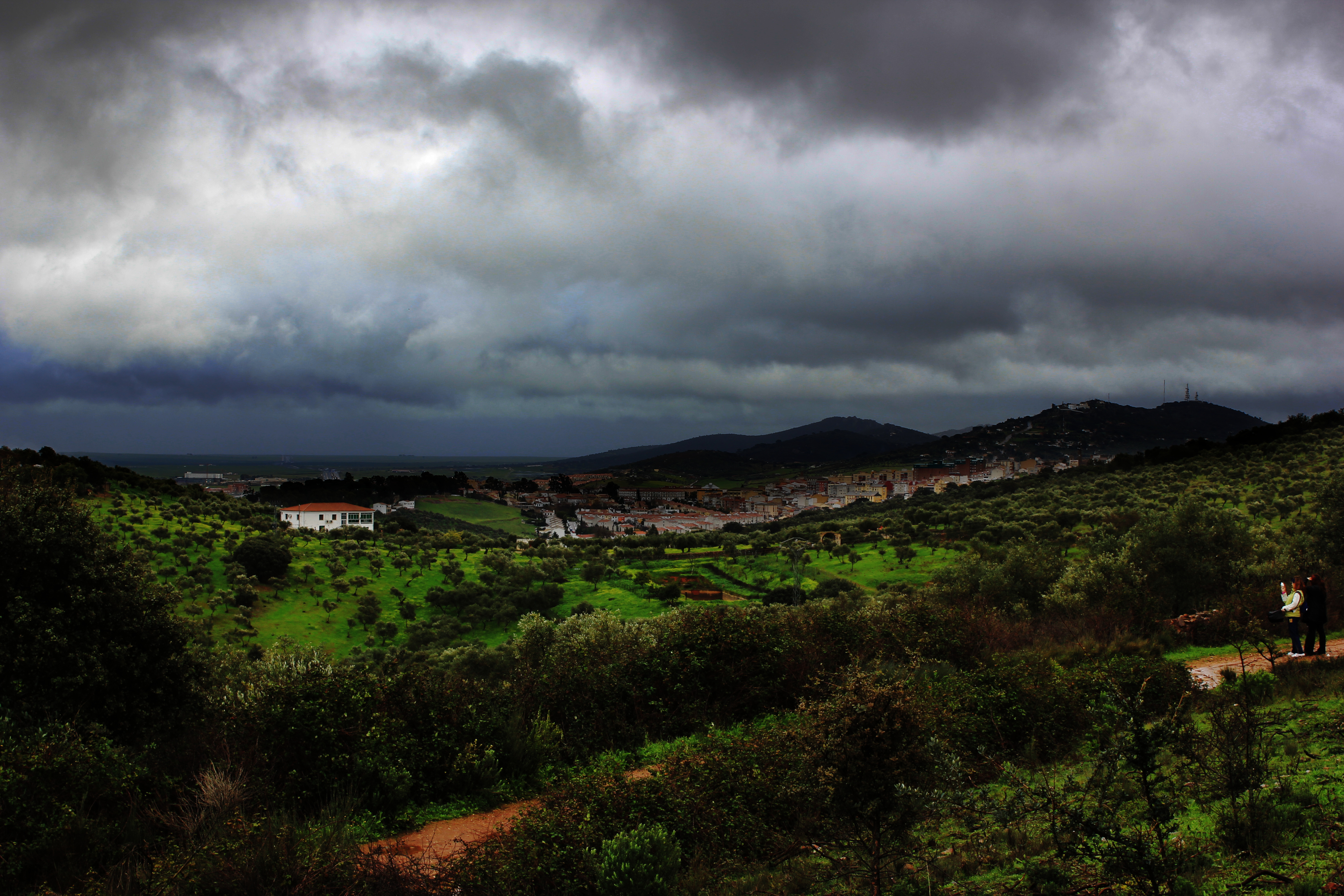
Vista de Cáceres desde la sierra de Aguas Vivas en un día de tormenta

Conocida coloquialmente como «La Sierrilla», se ubica al oeste de la ciudad, al lado contrario a la sierra de la Mosca. El distrito Oeste se ha construido en la ladera meridional de esta sierra. Las principales cimas de la sierra son:
- La Sierrilla (521 m s. n. m.) - en sentido estricto, designa al pico ubicado inmediatamente al oeste del centro de la ciudad, sobre el parque del Príncipe.
- Pico sin denominación al oeste de La Sierrilla (523 m s. n. m.) - es el punto más alto de la sierra, ubicado inmediatamente al este del estadio Príncipe Felipe.
- Cerro Otero (504 m s. n. m.) - ubicado al oeste de Montesol y separado del barrio por la carretera CC-324 que lleva a Casar de Cáceres.
- Monte Abuela (473 m s. n. m.) - en el extremo septentrional de la sierra, históricamente se ubicaba aquí la ermita de Santo Toribio.

### Colinas menores del centro y oeste de Cáceres

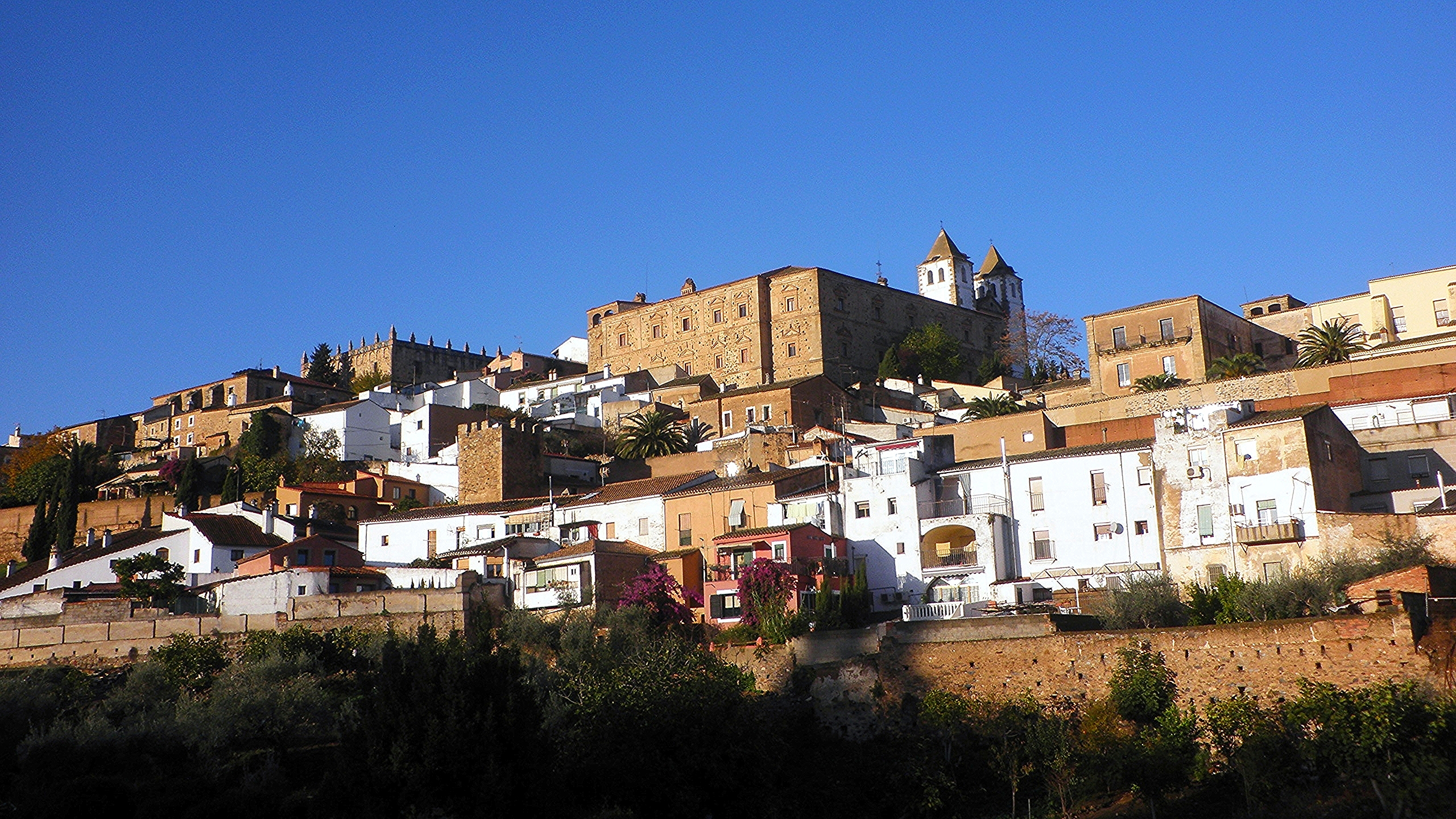
La colina de la ciudad vieja de Cáceres vista desde el valle del arroyo del Marco

Entre las colinas menores del centro y oeste de Cáceres destacan:
- Cerro del Rollo (448 m s. n. m.) - llamado así porque históricamente albergaba el rollo jurisdiccional de la villa; actualmente se ubica aquí el paseo Alto. Su ladera meridional albergaba un pozo de nieve, actualmente en ruinas. Su prolongación oriental, llamada "cerro del Teso", alberga el actual barrio Infanta Isabel. El conjunto de ambos cerros forma un mirador desde el que puede verse la mayor parte del distrito Norte.
- Cerro de la Buitrera (443 m s. n. m.) - prolongación lejana de los anteriores cerros, separado de ellos por el valle del arroyo del Marco. Actualmente forma una zona sin edificar entre los barrios de San Marquino y Residencial Universidad, junto a la Ronda Sureste.
- Ciudad Monumental de Cáceres (459 m s. n. m.)[7] - el núcleo original de la ciudad se construyó sobre un cerro ubicado a medio camino entre la sierra de la Mosca y la sierra de Aguas Vivas, delimitado por el arroyo del Marco y el arroyo de Ríos Verdes.
- Peña Redonda (472 m s. n. m.) - cerro ubicado inmediatamente al oeste del casco antiguo, sobre el que están construidos los barrios de Casas Baratas y Peña Redonda.
- Cerro de los Pinos, históricamente denominado "Cabezarrubia" (516 m s. n. m.) - se ubica al norte de Aldea Moret.
- El Junquillo (471 m s. n. m.) - se ubica al oeste de Aldea Moret.

### Colinas menores del sur de Cáceres

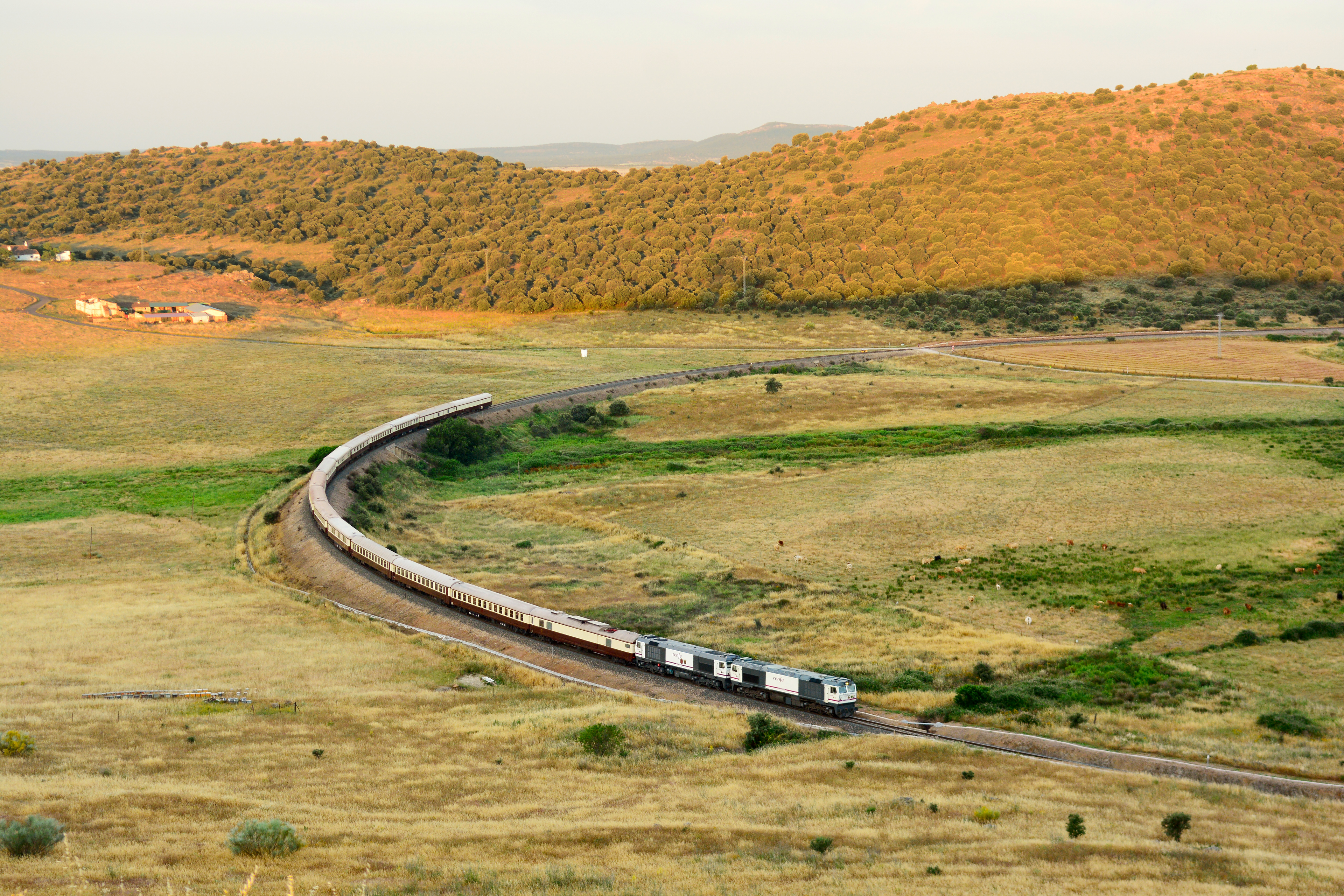
Ferrocarril pasando junto al cerro de los Romanos y junto a la ermita de Santa Lucía

Entre las colinas menores del sur de Cáceres destacan:
- Cerro de los Romanos (523 m s. n. m.) - ubicado junto al yacimiento arqueológico de Cuarto Roble, es conocido por obligar a la línea de ferrocarril a llevar a cabo una peculiar curva en la salida de la ciudad.
- Alcores de Santa Lucía y San Benito (495 y 491 m s. n. m.) - entre el cerro de los Romanos y el barrio de Ceres Golf, entre ellos se ubica la ermita de Santa Lucía.
- Alcores de Santa Ana y del Roble (varios cerros, el de mayor altitud es de 569 m s. n. m.) - situados en el entorno del Centro de Formación de Tropa n.º 1, al este de los anteriores.
- Cerro Arropé (581 m s. n. m.) - situado al este de los anteriores y separado de ellos por la carretera N-630.
- Señorina (578 m s. n. m.) - situado en la esquina donde confluyen la prolongación de la sierra de la Mosca con la prolongación de las colinas menores del sur.

## Hidrografía

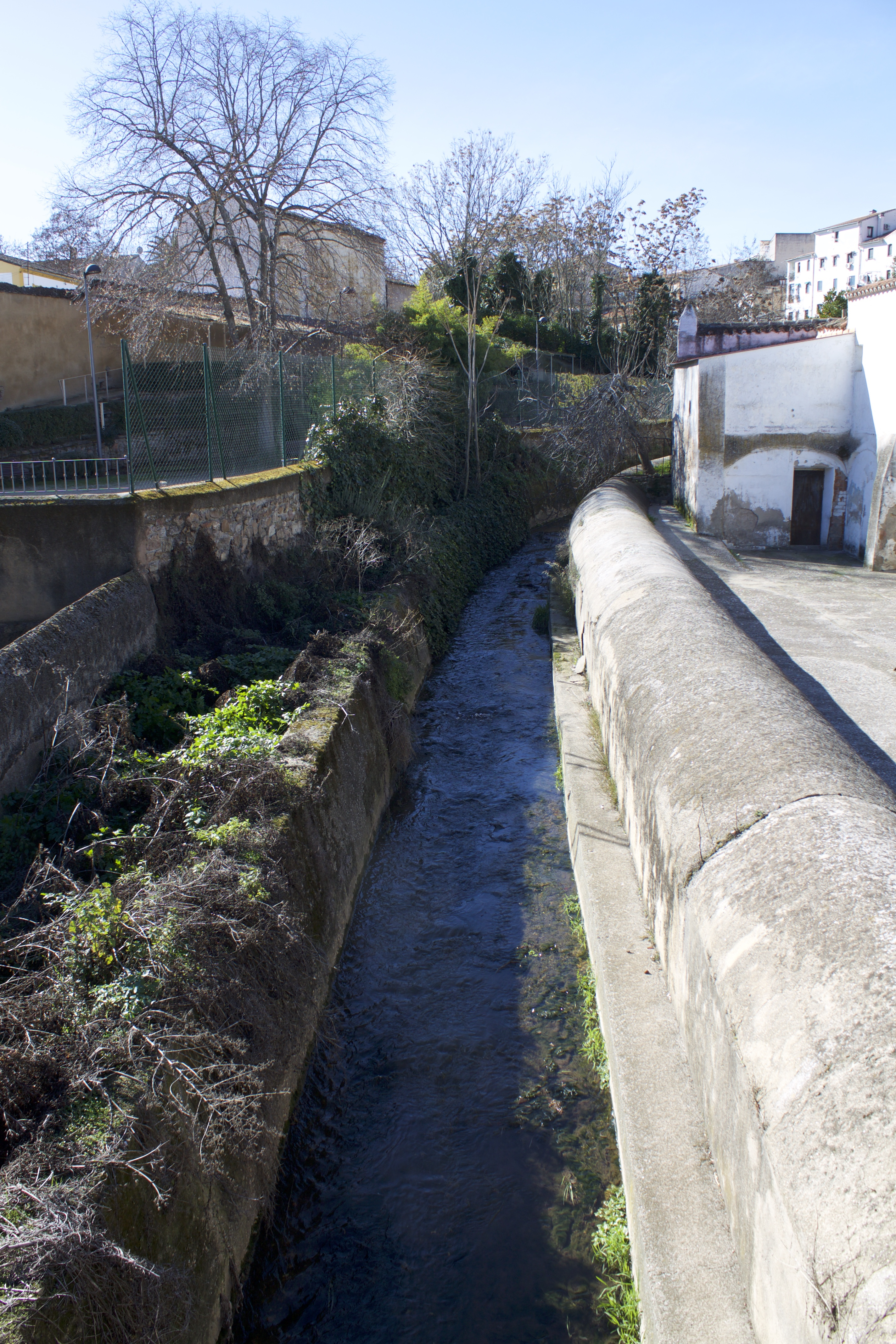
Atarjea en el arroyo del Marco

Los Alcores de Cáceres forman parte de la cuenca hidrográfica del Tajo, concretamente de su margen izquierda, como toda la penillanura trujillano-cacereña. Dentro de ella, forman un hito que separa las subcuencas del río Almonte al norte y el río Salor al sur, lo que convierte a Cáceres en una ciudad sin ríos importantes, al estar ubicada sobre un conjunto de arroyos que salen de las colinas.
Los arroyos de la ciudad que llevan al río Almonte lo hacen a través de la margen izquierda del río Guadiloba, afluente por la izquierda del Almonte. El principal afluente del Guadiloba es el arroyo del Marco, que recorre todo el centro de la ciudad de Cáceres formando un valle que separa el casco antiguo de la sierra de la Mosca. Sus principales afluentes en el este de la ciudad son el arroyo del Cuartillo y su subafluente el arroyo de Valhondo, que nacen en la sierra de la Mosca y atraviesan el Campus de Cáceres. Por su parte, de la sierra de Aguas Vivas parte hacia el Guadiloba el arroyo de Aguas Vivas. En la antigua villa de Cáceres tuvo su importancia histórica el arroyo de San Blas, actualmente desaparecido, que nacía en el valle entre el cerro del Teso y el casco antiguo, pasaba junto a la ermita de San Blas, y desembocaba en el arroyo del Marco; el arroyo de San Blas tuvo un afluente llamado arroyo de Ríos Verdes, que nacía en el entorno del convento de Santo Domingo, muy cerca de la Plaza Mayor.
En estos Alcores, los afluentes del río Salor tienen menor importancia que los del Almonte, debido a que el río Salor discurre muy cerca de las colinas, que solamente le dan arroyos muy cortos. De entre los afluentes del Salor destaca el arroyo de Santa Ana, que nace en el entorno de la ermita de Santa Ana y tiene que dar la vuelta al cerro de los Romanos para dirigirse al Salor hacia el sur.